# Pataca timorense
La pataca era una unidad monetaria utilizada en Timor portugués entre 1894 y 1958, excepto durante el período 1942-1945, cuando las fuerzas japonesas de ocupación introdujeron el gulden de las Indias Neerlandesas y la roepiah. 
En 1958, la pataca fue reemplazado por el escudo timorense, a razón de 1 pataca = 5,6 escudos.
En 1975, Timor Portugués fue invadido por las Fuerzas Armadas de Indonesia, y como consecuencia se introdujo la moneda de Indonesia, la rupia. Cuando este territorio se estableció como un estado independiente en 2002, el dólar estadounidense se convirtió en la moneda oficial. El estado independiente creado en 2002, Timor Oriental, a pesar de utilizar la divisa de los Estados Unidos oficialmente, emite sus propias monedas.

## Monedas
En 1945, se introdujeron monedas de 10, 20 y 50 avos. Estas piezas fueron emitidas hasta el año 1951.
| Denominación | Emisión | Material         | Forma    |
| ------------ | ------- | ---------------- | -------- |
| 10 avos      | 1945    | Bronce           | Circular |
| 20 avos      | 1945    | Bronce de Níquel | Circular |
| 50 avos      | 1945    | Plata            | Circular |

## Billetes
En 1912, el Banco Nacional Ultramarino introdujo billetes (con fecha de 1910) en denominaciones de 1, 5, 10 y 20 patacas. Luego se agregó el valor de 25 patacas. En 1940 se imprimió papel moneda valuado en 5, 10 y 50 avos. Algunos de estos billetes fueron sobreimpresiones de los de Macao, al igual que los de 5, 25 y 100 patacas puestos a circular en 1945. El mismo año, se emitieron billetes específicamente para Timor en valores de 1, 5, 10, 20 y 25 patacas, más tarde se agregó el valor de 20 avos en 1948.